# الکسا پالادینو
الکسا پالادینو (انگلیسی: Aleksa Palladino؛ زادهٔ ۲۱ سپتامبر ۱۹۸۰) یک هنرپیشه، خواننده-ترانه‌سرا، خواننده، و آهنگساز اهل ایالات متحده آمریکا است. وی از سال ۱۹۹۶ میلادی تاکنون مشغول فعالیت بوده‌است.
از فیلم‌ها یا برنامه‌های تلویزیونی که وی در آن نقش داشته‌است می‌توان به مانی و لو، حجاب، مکانی خشک و خنک اشاره کرد.